# 小行星5208
小行星5208（英語：5208 Royer）是一颗围绕太阳公转的小行星。1989年2月6日，埃莉諾·赫琳在帕洛马山发现了此天体。
这颗小行星的绝对星等为21.13442等。